# Bureau des méthodes
Pour les articles homonymes, voir Méthode.
Dans une entreprise, le bureau des méthodes ou service des méthodes est l'interface entre la ligne de production et le bureau d'études. Il est chargé de l'industrialisation des produits, c'est-à-dire de concevoir et de fournir les outils nécessaires à la production. Il se doit d'améliorer aussi la productivité globale de la production, d'améliorer les conditions de travail et de fournir les outils d'analyse nécessaires aux études de coûts standard, c’est-à-dire : 
- vérifier, avec le bureau d'étude, la faisabilité et la fabricabilité d'un produit ;
- définir les phases de fabrication et les temps nécessaires à la production ;
- de mettre en œuvre les moyens de production nécessaires (machines, opérateurs, matériels et équipements…) ;
- définir les coûts de production ;
- optimiser les temps/coûts de production.

Ce service est en relation directe avec : 
- le bureau d'étude ;
- la production ;
- la qualité ;
- les achats ;
- les commerciaux ;
- la logistique.

Il est aussi chargé, plus ou moins selon les entreprises, de veiller au bon fonctionnement de la production en changeant les machines, le matériel, et plus largement les postes, ou en leur apportant des modifications. Ce service est aussi chargé du choix des machines lors de nouveaux achats ou de la conception de celle-ci le cas échéant.
Le service méthodes est en veille technologique constante.

## Moyens
Les moyens les plus couramment utilisés sont :
- la chrono-analyse
- l'organisation du travail
- le SMED (Single Minute Exchange of Die)
- l'analyse de déroulement
- les études d'ergonomie ou de profil de poste

## Positionnement dans l'entreprise
Il y a souvent une confusion entre « Méthodes » et « service industrialisation » car les deux services sont dans de nombreuses entreprises regroupés en un seul (c'est la tendance actuelle). La répartition des tâches est fonction de la taille de l'entreprise. Disons que l'industrialisation sera située entre le bureau d'étude (ou R&D) et la production pour lancer un nouveau produit et les méthodes seront en parallèle avec une production de produits existants.

## Exemple de tâches des méthodes
Selon les entreprises, le bureau des méthodes a pour tâche d'effectuer une ou plusieurs des tâches suivantes (liste non exhaustive) sans déborder sur l'industrialisation.

### Outils de travail
Définir les outils de travail. Cela peut aller de l'achat d'une visseuse pneumatique à la conception d'un banc d'essai, en passant par un chariot élévateur et les outils informatiques dédiés aux opérateurs (ex. : définir les besoins en imprimante ou douchettes codes barre).

### Organisation
Améliorer l'organisation du travail. Plusieurs angles d'approches sont possibles, on peut par exemple améliorer les flux en déplaçant les postes de travail et le rangement. Les déplacements des opérateurs sont diminués en approchant les pièces utilisées fréquemment et éloigner les pièces moins récurrentes.
On peut également diminuer le nombre de manipulations. Prendre et déposer une pièce est un temps non productif (voir MTS, MTM-1, MTM-2). Ainsi réaliser plusieurs opérations au même poste ou déplacer les pièces sans reprise, par exemple sur les tapis ou des chaînes.

### Optimisation de l'usinage
Selon le principe des deux approches ci-dessus, le temps d'usinage fait partie des optimisations possibles. En collaboration avec le bureau d'étude, le positionnement des surfaces à usiner évite des manipulations. Par exemple placer toutes les vis du même côté est une solution pour ne pas avoir à retourner la pièce dans le centre d'usinage, puis lors de l'assemblage sur l'établi. 
Le choix des outils dépend de nombreux paramètres, qui dépassent largement le prix de l'outil. La vitesse d'avance permise est un facteur qui influence énormément le choix de l'outil pour le gain de temps qu'il apporte ensuite. La casse des outils de coupe (plaquettes, forets…) joue à la fois sur le prix de remplacement de l'outil, sur le temps de changement et d'immobilisation de la machine, et sur le risque de perte de la pièce usinée car un trou bouché par un foret ou un taraud cassé peut difficilement être débouché.

### Modes opératoires
La rédaction des protocoles ou modes opératoires est une des activités du service méthodes. L'ordre des opérations est défini en fonction des outils choisis, du gain de temps global attendu (nombre de manipulations, accessibilité), de notions de qualité du produit (ébavurage avant assemblage)…
Un mode opératoire standard donne l'ordre des opérations (voir gamme de fabrication), l'outil utilisé, le nombre de personnes nécessaire pour l'action et parfois le temps théorique pour chaque opération. On peut décrire l'outil de contrôle, les valeurs acceptables (chiffrées ou défauthèque), des commentaires sur le processus…

### Temps
La chrono-analyse est un des fondamentaux des agents des méthodes. La mesure des temps permet d'une part de chiffrer les gains de productivité et les retours sur investissements, il s'agit donc d'outils internes aux méthodes, d'autre part de calculer les coûts de production, dis « coûts standards ».
Le coût main d'œuvre et le coût machine peuvent être répartis par atelier ou unique, en fonction des choix stratégiques de l'entreprise.
Cas d'école : dans une entreprise, le coût main-d'œuvre est de 20 €, le coût machine est de 50 €. Pour réaliser une opération, il faut deux opérateurs et une machine pendant 2 heures, on fabrique 80 pièces par mois. Une nouvelle machine pour un opérateur pendant 1,75 h (ou 1 h 45) coûte 30 000 €. Quel est le retour sur investissement ? Réponse : 7 mois.

### Autres outils
Les gains de temps ne sont pas limités aux temps de travail. L'organisation générale de l'entreprise touche les gains de productivité. En collaboration avec le service travaux neufs, une étude d'un quai de chargement pour limiter le nombre de personnes aux expéditions est sous-traitée aux méthodes.
Le temps de changement de série est aussi une ressource clé d'une entreprise, tant du point de vue gain de productivité que du point de vue flexibilité. On citera pour l'exemple les outils coupant polyvalents, capables de fraiser sur 2 ou 3 bords, permettant d'usiner une surface et un épaulement dans le même mouvement.

## Histoire
Le métier Méthodes est issu de l'Organisation scientifique du travail de Taylor, a été développé par Ford. Son développement en France s'est fait en grande partie dans l'association interprofessionnelle Bureau des temps élémentaires.